# Wilhelm Wieger
Wilhelm Wieger, auch Will Wieger (* 2. Mai 1890 in Hardegsen, Landkreis Northeim; † 1964 in Cappel-Altendeich, Wurster Nordseeküste), war ein deutscher Maler und Grafiker.

## Leben
1906/07 war Wieger Schüler von Jan Thorn-Pricker an der Handwerker- und Kunstgewerbeschule Krefeld. 1908/09 studierte er in München, 1909/10 bei Lovis Corinth in Berlin und nach einer Italienreise ab 1912/13 an der Großherzoglich Sächsischen Hochschule für Bildende Kunst in Weimar bei Fritz Mackensen. Von 1917 bis 1921 lebte er in Schweden. Von 1921 bis 1931 hatte er ein Atelier in Berlin. Ab 1936 lebte er in Cappel-Altendeich in der Nähe von Cuxhaven. Freundschaftlich und künstlerisch verbunden war er mit Helmuth Macke, mit dem er 1909 ein Atelier geteilt hatte, ferner mit Heinrich Campendonk und Heinrich Nauen.